# Rinko Kikuchi
Rinko Kikuchi (菊地 凛子, Kikuchi Rinko, Hadano, Kanagawa, 6 de janeiro de 1981), é uma atriz japonesa. Foi conhecida também como Yuriko Kikuchi (菊地 百合子, Kikuchi Yuriko) até maio de 2004.
Ela foi a primeira atriz japonesa a ser nomeada para um Óscar em 50 anos, por seu trabalho em Babel (2006). Os outros filmes notáveis de Kikuchi incluem Norwegian Wood (2010), que foi exibido em competição no 67º Festival de Cinema de Veneza e o filme de ação de ficção científica Pacific Rim (2013) de Guillermo del Toro. Por seu papel no filme dramático Kumiko, The Treasure Hunter (2014), Kikuchi recebeu uma indicação ao Independent Spirit Award de melhor atriz.

## Carreira

### No cinema
- Babel - 2006
- The Brothers Bloom - "Vigaristas" (filme) - 2008
- Mapa dos Sons de Tóquio - Ryu - 2009
- Conspiração Xangai - 2010 (Sumiko)
- Pacific Rim - "Círculo de Fogo(BR)/Batalha do Pacífico(PT)" - 2013
- 47 Ronin - "Como "Mizuki" uma feiticeira que serve ao Lord Kira" - 2013
- Terra Formars - Asuka Moriki
- Pacific Rim: Uprising - Mako Mori - 2017[3]
- We Are Little Zombies - Yūko